# Ricochet
Ricochet是一个自由软件，跨平台的即时通讯软件项目，最初由John Brooks开发，后来被Invisible.im团体采纳为官方即时通讯客户端项目。Invisible.im组织的一个目标是通过开发一个「去元数据」的即时通讯客户端来帮助人们维护隐私。

## 历史
Ricochet最初被称为Torsion IM，在2014年6月被重新命名。Ricochet是TorChat和Tor Messenger的现代替代品，TorChat已经几年没有更新了，而Tor Messenger则已经停产。2014年9月17日，在Kim Zetter的一篇《连线》文章中宣布，Invisible.im集团将与布鲁克斯合作，进一步开发Ricochet。Zetter还写道，Ricochet的未来计划包括协议重新设计和文件传输功能。协议的重新设计于2015年4月实施。
2016年2月，Ricochet的开发者公开了一份由开放技术基金赞助、由NCC集团在2015年11月进行的安全审计。审计的结果是「相当积极的」。审计发现了「多个需要改进的领域」和一个可用于匿名化用户的漏洞。据布鲁克斯称，该漏洞已在最新版本中得到修复。

## 技术
Ricochet是一个去中心化的即时通讯工具，意味着没有服务器可以连接和分享元数据。此外，利用Tor，Ricochet在一个人的电脑上启动一个Tor隐藏服务，只能与其他Ricochet用户通信，这些用户也在运行他们自己的Ricochet创建的Tor隐藏服务。这样一来，Ricochet通信就不会离开Tor网络。第一次启动Ricochet时，会自动生成一个用户屏幕名称（例如：ricochet:hslmfsg48dmcqctb）；屏幕名称的前半部分是 "ricochet "一词，后半部分是Tor隐藏服务的地址。在两个Ricochet用户可以交谈之前，他们中至少有一个人必须以某种方式私下或公开分享他们独特的网名。

## 隐私权益
- Ricochet 不会透露用户 IP 地址或物理位置，因为它使用 Tor。 [2]
- 消息内容经过加密验证并且是私有的。 [3]
- 无需在任何地方注册即可使用 Ricochet，尤其是在固定服务器上。 [4]
- 联系人列表信息存储在本地，被动监视技术很难确定用户正在与谁聊天。
- Ricochet 不保存聊天记录。当用户关闭对话时，聊天记录不可恢复。
- Tor 隐藏服务的使用可防止网络流量离开 Tor 网络，从而保持匿名性并使被动网络监视复杂化。
- Ricochet 是一款便携式应用程序，用户无需安装任何软件即可使用 Ricochet。 Ricochet 自动连接到 Tor 网络。

## 安全警告
- 一个已经受到攻击的计算机系统通常会破坏 Ricochet 提供的隐私保护，比如键盘监听的恶意软件。
- 即使 Ricochet 使用 Tor，其他应用程序也不会使用 Tor，除非用户在自己的计算机上独立设置了额外的 Tor 服务。
- 主动和被动监视技术仍然可以判断用户是否在使用互联网，以及何时使用，但不一定是他们在互联网上做什么。[2]
- 由于跳飞用户不会在任何地方注册或登录以使用跳飞，甚至不会使用密码，因此实现分层物理安全(包括磁盘加密)以保护跳飞非常重要。[4] 未对非活动数据进行加密。[3]
- Tails Linux 用户和其他 live 操作系统用户可以选择将 Ricochet 备份到 SpiderOak 等零知识云服务，或者备份到个人拥有的 USB 驱动器上(理想情况下是加密的)。